# 修复美国地面运输法案
修复美国地面运输法案（缩写为FAST法案）是伊利诺伊州共和黨众议员羅德尼·戴維斯提交的旨在提升美国道路運輸基础设施的资金和授权法案，2015年12月3日参众两院一致同意通过，次日时任总统贝拉克·奥巴马签署推行。